# 7548 Engström
7548 Engström eller 1980 FW2 är en asteroid i huvudbältet som upptäcktes den 16 mars 1980 av den svenske astronomen Claes-Ingvar Lagerkvist vid La Silla-observatoriet i Chile. Den är uppkallad efter den svenske författaren Albert Engström.
Asteroiden har en diameter på ungefär 11 kilometer och den tillhör asteroidgruppen Themis.